# Jenga
Jenga (izgovor »džénga«) je družabna igra proizvajalca Hasbro, pri kateri igralci s stolpa odstranjujejo lesene bloke in jih polagajo na njegov vrh. Beseda jenga izvira iz kujenga, kar v svahiliju pomeni »graditi«; jenga! je velelna oblika.

## Pravila
Jengo igramo s 54 lesenimi bloki. Vsak blok je trikrat toliko dolg kot širok in malenkost manjši po višini kot po širini. Bloke zlagamo v obliki stolpa. Vsako nadstropje je postavljeno pravokotno na prejšnje in ga gradijo trije bloki, ki so po svoji dolgi stranici položeni eden ob drugem. Stolp ima torej 18 nadstropij. V pomoč pri zlaganju blokov je igri priložen tudi plastičen kalup.
Ko je stolp postavljen, začne igro tisti, ki ga je postavil. V posamezni potezi odvzamemo posamezen blok iz katerega koli nadstropja razen vrhnjega in ga postavimo na vrhnje nadstropje. V novo nadstropje preidemo šele, ko je dokončano vrhnje. Pri tem se smemo blokov in stolpa dotikati samo z eno roko, lahko pa izmenično uporabljamo obe roki. Pred izbiro posameznega bloka smemo preizkusiti več blokov, dokler ne najdemo ustreznega, ki ga bomo lahko odstranili, ne da bi se stolp porušil. Če presodimo, da se bo stolp sicer podrl, lahko vsak premaknjen blok pustimo, kakor je postavljen, in si izberemo drugega. Poteza se konča, ko se stolpa dotakne naslednji igralec, vendar pa ta lahko 10 sekund po zadnji prestavitvi bloka počaka, da se prepriča, da se stolp ne bo podrl.
Igra se konča, ko se stolp podre; tj. ko s stolpa pade kateri koli kos razen kosa, ki ga je igralec izbral, da ga bo prestavil. Igro izgubi tisti, ki se mu stolp podre (tj. tisti, ki je na potezi, ko stolp pade). Zmagovalec je igralec, ki je bil na potezi pred njim.